# Sean Bennett
Pour les articles homonymes, voir Bennett.
Ne doit pas être confondu avec Sam Bennett (cyclisme).
Sean Bennett, né le 31 mars 1996 à El Centro (Californie), est un coureur cycliste américain.

## Biographie
En 2014, Sean Bennett devient champion des États-Unis de VTT cross-country chez les juniors (moins de 19 ans).
Au mois de février 2018, il se voit proposer une place au sein de l'effectif d'Hagens Berman-Axeon, à la suite du désistement de son compatriote Adrien Costa,.
Il se classe 8e de la Drôme Classic le 1er mars 2020 avant que la saison ne soit suspendue à cause de la pandémie de Covid-19. Il reprend la compétition cinq mois plus tard sur les Strade Bianche (abandon) avant de prendre part à la Bretagne Classic (103e) et au Tour d'Italie. Victime d'une chute lors de la 7e étape, il se fracture le poignet et ne prend pas le départ le lendemain.
Le 27 novembre 2020, l'équipe Qhubeka Assos annonce son arrivée pour la saison 2021, il y rejoint son coéquipier d'EF Pro Cycling, Simon Clarke.
Membre en 2022 de l'équipe China Glory Continental, il quitte cette formation en fin de saison. Ne trouvant pas d'autre équipe, il annonce en janvier 2023 arrêter sa carrière.

## Palmarès sur route

### Par année
- 2015
  - 2e étape du Tour de Walla Walla
- 2016
  - Patterson Pass Road Race
  - Suisun Harbor Criterium
- 2017
  - 1re étape du Tour Alsace (contre-la-montre par équipes)
- 2018
  - 6e étape du Tour d'Italie espoirs
  - 3e de la Redlands Bicycle Classic

### Résultats sur les grands tours

#### Tour de France
1 participation
- 2021 : 130e

#### Tour d'Italie
2 participations
- 2019 : 106e
- 2020 : abandon (8e étape)

### Classements mondiaux
| Année                                 | 2018 | 2019 | 2020 | 2021  | 2022 |
| ------------------------------------- | ---- | ---- | ---- | ----- | ---- |
| Classement mondial                    | 742e | nc   | 624e | 1190e | 858e |
| UCI Europe Tour                       | 662e |      |      |       |      |
| UCI America Tour                      | 229e | nc   | 45e  | 171e  | 84e  |
|                                       |      |      |      |       |      |
| Légende : nc = non classéSource : UCI |      |      |      |       |      |

## Palmarès en VTT

### Championnats des États-Unis
- 2013
  - 2e du championnat des États-Unis de cross-country juniors
- 2014
  -  Champion des États-Unis de cross-country juniors